# SparkyLinux
SparkyLinux é uma distribuição Linux baseada em Debian que utiliza como ambiente de desktop padrão o LXDE.
O projeto oferece um sistema operacional pronto para usar com um conjunto de vários ambientes de desktop leves para escolher.

## História
O projeto nasceu em outubro de 2011 como um remix Ubuntu com Enlightenment como ambiente de desktop com o nome ue17r (Ubuntu Enlightenment17 Remix). Depois de alguns meses de testes, o sistema base foi alterado para o Debian e o nome foi mudado para SparkyLinux.

## Recursos
SparkyLinux é baseado nos ramos "estável" e "teste" do Debian e usa ciclo de lançamento 'rolling-release'.
Ele inclui um conjunto de ferramentas e scripts para ajudar os usuários com fácil administração do sistema.
O ambiente de trabalho padrão é o LXDE, mas os usuários podem baixar e instalar outros ambientes de trabalho, tais como Budgie (em desenvolvimento), o Enlightenment, o JWM, Openbox, KDE, LXQt, MATE ou o Xfce. Há uma edição CLI para usuários avançados.
SparkyLinux oferece uma versão especial para jogos chamada "GameOver" orientadas para os jogadores. Dispõe de um grande conjunto de jogos livres e de código aberto e ferrametas necessárias.
Outra edição especial de SparkyLinux Rescue fornece um sistema Live, e um grande número de aplicações para a recuperação de sistemas operacionais quebrados.
Sparky tem edições com: KDE, LXDE, LXQt, MATE, Xfce e GameOver são oferecidos com um conjunto de aplicativos para uso diário, um grande conjunto de drivers Wi-fi adicionais e codecs e plugins multimídia.
Sparky 4.3 apresenta o "MinimalGUI" e "MinimalCLI" edições (renomeado "da Base de dados de Openbox" e "CLI"), que fornece o Sparky Advanced Installer  que permite que os usuários instalem uma das 20 diferentes áreas de trabalho de sua escolha.
Como a imagem ISO do Sparky apresenta alguns pacotes proprietários, o 'Sparky a aptus" fornece uma pequena ferramenta chamada 'Non-Free Remover', que pode facilmente desinstalar todos os pacotes "contrib" e "non-free' do sistema.

## Lançamentos
SparkyLinux é lançado 3-4 vezes por ano, para oferecer as últimas versões de todos os aplicativos.
| Cor      | Significado                  |
| -------- | ---------------------------- |
| Vermelho | Data de lançamento           |
| Verde    | Lançamentos ainda suportados |
| Azul     | Lançamento futuro            |

| Lançamento | Nome       | Data       | Notas de lançamento  |
| ---------- | ---------- | ---------- | -------------------- |
| 1.0        | Venus      | 2012-05-05 | SparkyLinux 1 Final  |
| 2.0        | Eris       | 2012-10-12 | SparkyLinux 2.0 Eris |
| 3.0        | Annagerman | 2013-07-27 | SparkyLinux 3.0      |
| 4.0        | Tyche      | 2015-06-26 | SparkyLinux 4.0      |
| 4.1        | Tyche      | 2015-10-02 | SparkyLinux 4.1      |
| 4.2        | Tyche      | 2015-12-21 | SparkyLinux 4.2      |
| 4.3        | Tyche      | 2016-04-29 | SparkyLinux 4.3      |
| 4.4        | Tyche      | 2016-08-20 | SparkyLinux 4.4      |
| 4.5.2      | Tyche      | 2016-12-18 | SparkyLinux 4.5.2    |
| 4.7        | Tyche      | 2017-11-18 | SparkyLinux 4.7      |
| 4.8        | Tyche      | 2018-05-13 | SparkyLinux 4.8      |
| 5.0        | Nibiru     | 2017-07-16 | SparkyLinux 5.0      |
| 5.1        | Nibiru     | 2017-09-27 | SparkyLinux 5.1      |
| 5.2        | Nibiru     | 2017-12-20 | SparkyLinux 5.2      |
| 5.3        | Nibiru     | 2018-03-10 | SparkyLinux 5.3      |
| 5.4        | Nibiru     | 2018-06-11 | SparkyLinux 5.4      |